# La Esperanza, Colón
La Esperanza är en ort i Honduras.   Den ligger i departementet Departamento de Colón, i den centrala delen av landet, 230 km nordost om huvudstaden Tegucigalpa. La Esperanza ligger 442 meter över havet och antalet invånare är 2 014.
Terrängen runt La Esperanza är lite bergig. Runt La Esperanza är det ganska glesbefolkat, med 47 invånare per kvadratkilometer. Närmaste större samhälle är Bonito Oriental, 13,1 km norr om La Esperanza. 